# Weibersbrunn
Weibersbrunn è un comune tedesco di 2 091 abitanti, situato nel land della Baviera.